# Річард Гузміч
Річард Гузміч (угор. Guzmics Richárd, нар. 16 квітня 1987, Сомбатгей, Угорщина) — угорський футболіст, захисник.

## Ігрова кар'єра
10 вересня 2014 Гузміч підписав професійний контракт з «Віслою».
18 грудня 2014 отримав травму коліна в останньому матчі року проти «Руху».

## Досягнення
- Чемпіон Словаччини (1):

«Слован»: 2018/19